# Chalain-d'Uzore
Chalain-d'Uzore est une commune française située dans le département de la Loire en région Auvergne-Rhône-Alpes, et faisant partie de Loire Forez Agglomération.

## Géographie
| Marcilly-le-Châtel |                 | Montverdun         |
| Pralong            | Chalain-d'Uzore | Saint-Paul-d'Uzore |
|                    | Champdieu       |                    |

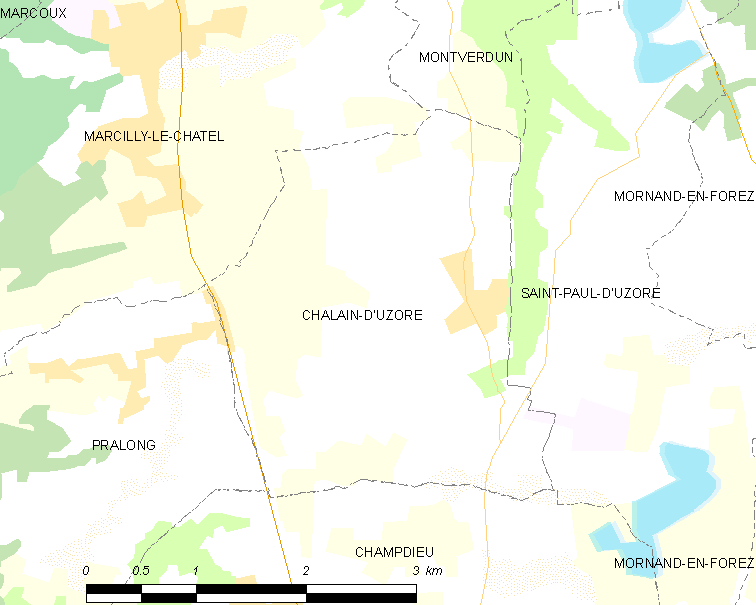
Localisation du village et des communes aux alentours

Chalain-d'Uzore est une commune du département de la Loire. Elle fait partie du Forez. Situé à environ 7 kilomètres de Montbrison et à 40 de Saint-Étienne, ce village se trouve sur le flanc du Mont d'Uzore, sur la route allant à Montverdun. Sa situation permet de découvrir une vue magnifique[non neutre] sur les monts du Forez.

### Climat
Pour des articles plus généraux, voir Climat d'Auvergne-Rhône-Alpes et Climat de la Loire.
En 2010, le climat de la commune est de type climat océanique dégradé des plaines du Centre et du Nord, selon une étude du Centre national de la recherche scientifique s'appuyant sur une série de données couvrant la période 1971-2000. En 2020, Météo-France publie une typologie des climats de la France métropolitaine dans laquelle la commune est exposée à un climat de montagne ou de marges de montagne et est dans la région climatique Nord-est du Massif Central, caractérisée par une pluviométrie annuelle de 800 à 1 200 mm, bien répartie dans l’année.
Pour la période 1971-2000, la température annuelle moyenne est de 10,6 °C, avec une amplitude thermique annuelle de 16,8 °C. Le cumul annuel moyen de précipitations est de 713 mm, avec 8,5 jours de précipitations en janvier et 6,8 jours en juillet. Pour la période 1991-2020, la température moyenne annuelle observée sur la station météorologique de Météo-France la plus proche, « Savigneux », sur la commune de Savigneux à 7 km à vol d'oiseau, est de 11,0 °C et le cumul annuel moyen de précipitations est de 665,4 mm,. Pour l'avenir, les paramètres climatiques de la commune estimés pour 2050 selon différents scénarios d'émission de gaz à effet de serre sont consultables sur un site dédié publié par Météo-France en novembre 2022.

## Urbanisme

### Typologie
Au 1er janvier 2024, Chalain-d'Uzore est catégorisée commune rurale à habitat dispersé, selon la nouvelle grille communale de densité à sept niveaux définie par l'Insee en 2022.
Elle est située hors unité urbaine. Par ailleurs la commune fait partie de l'aire d'attraction de Montbrison, dont elle est une commune de la couronne,. Cette aire, qui regroupe 27 communes, est catégorisée dans les aires de moins de 50 000 habitants,.

### Occupation des sols
L'occupation des sols de la commune, telle qu'elle ressort de la base de données européenne d’occupation biophysique des sols Corine Land Cover (CLC), est marquée par l'importance des territoires agricoles (93,1 % en 2018), en diminution par rapport à 1990 (97,4 %). La répartition détaillée en 2018 est la suivante : 
prairies (55 %), terres arables (26,5 %), zones agricoles hétérogènes (11,6 %), zones urbanisées (4,3 %), forêts (2,3 %), espaces verts artificialisés, non agricoles (0,3 %). L'évolution de l’occupation des sols de la commune et de ses infrastructures peut être observée sur les différentes représentations cartographiques du territoire : la carte de Cassini (XVIIIe siècle), la carte d'état-major (1820-1866) et les cartes ou photos aériennes de l'IGN pour la période actuelle (1950 à aujourd'hui).

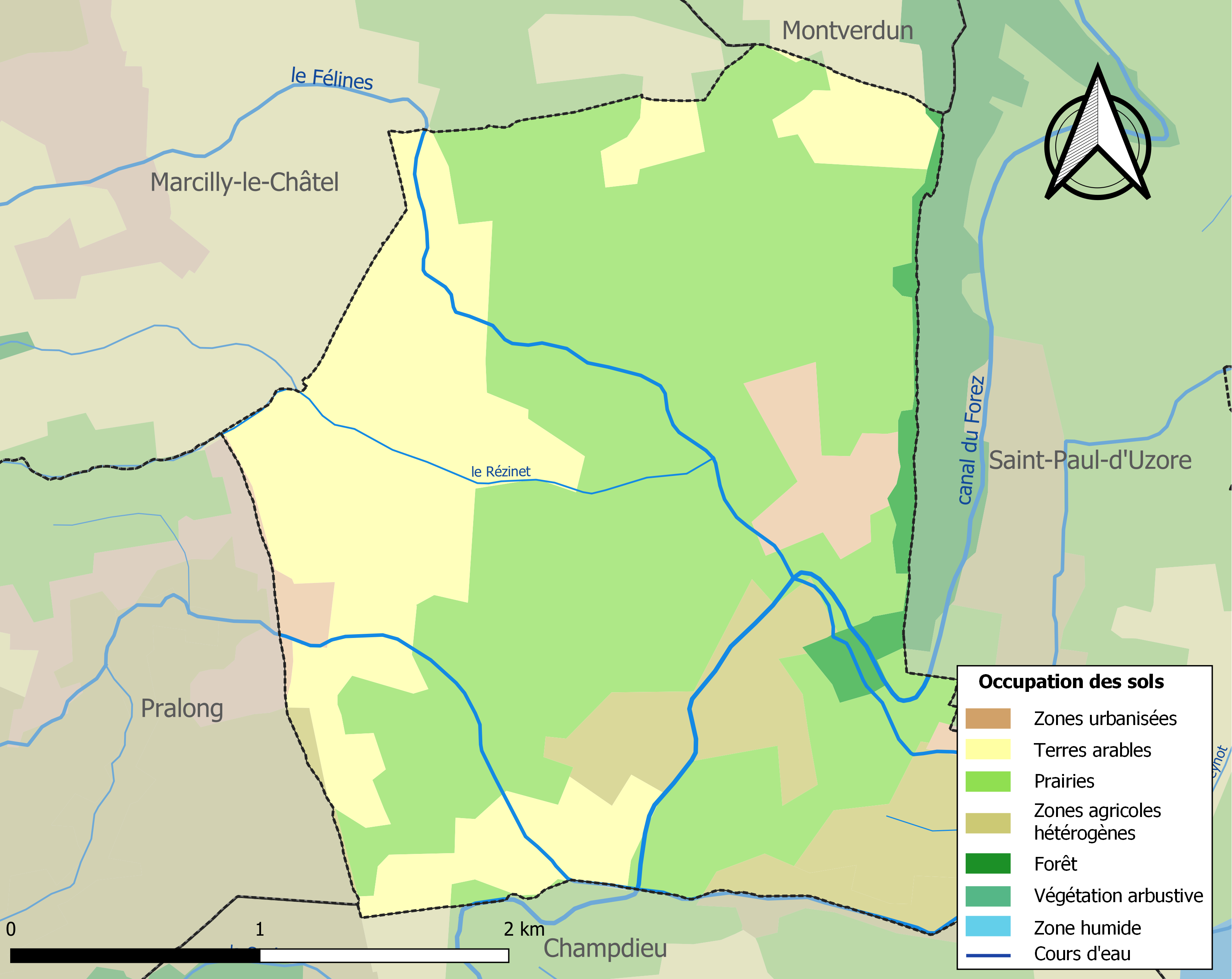
Carte des infrastructures et de l'occupation des sols de la commune en 2018 (CLC).

## Histoire
L'église de Chalain est la première à être citée au XIe siècle (ecclesia de Chalanno in Ysouro) dans le cartulaire de l'abbaye de Savigny. Comme beaucoup d'édifices religieux foréziens, l'église (mentionnée comme paroissiale au début du XIVe siècle) appartient à une puissante abbaye, à l'instar des prieurés de Saint-Romain (abbaye d'Ainay) et de Savigneux (abbaye de la Chaise-Dieu). Un village modeste se développe à proximité immédiate de l'église Saint-Didier, mentionné de manière explicite à partir du début du XVe siècle.

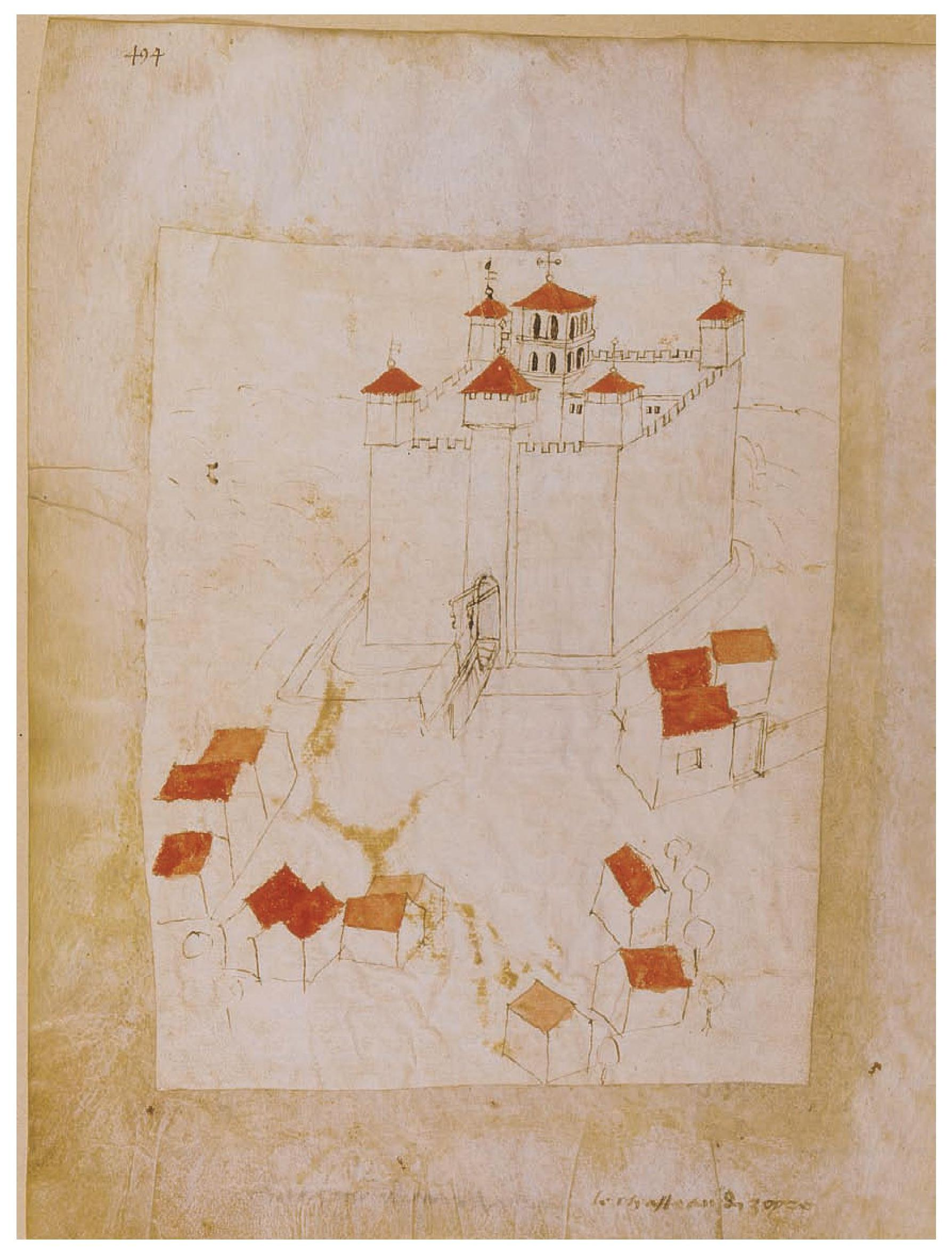
Le castrum de Chalain d'Uzore vers 1450 d'après l'armorial de Guillaume Revel.

Le château apparaît dans la documentation en 1290 : il s'agit d'une possession de la famille d'Aubigny pour laquelle elle rend hommage au comte de Forez. Le château ne semble pas être une fondation comtale. La vignette de l'armorial de Guillaume Revel présente un village fortifié, contenant l'église Saint-Didier ainsi que l'habitat civil et le château qui lui sont contigus.
Dès 1310, ce sont les Damas, puissants barons de Couzan, qui prêtent hommage au comte de Forez pour le château de Chalain. Il reste inféodé aux Damas puis aux Lévis-Couzan y compris après le rattachement du comté de Forez à la couronne de France en 1531 : Chalain demeure dans le patrimoine de ce lignage jusqu'au début du XVIIe siècle. Probablement dès la fin du XVe siècle, les Lévis-Couzan délaissent progressivement la citadelle de Couzan pour s'installer au château de Chalain. À l'instar des d'Urfé avec le château d'Urfé et la Bâtie, les Lévis-Couzan semblent privilégier la commodité et le confort de la plaine du Forez.
Claude de Lévis-Couzan, héritier du château en 1535, entreprend d'importants travaux de remaniement et d'embellissement dans le style de la Renaissance : loggias, portes sculptées à l'antique et cheminées monumentales font leur apparition. Comme à la Bâtie et à Goutelas, Claude de Lévis-Couzan multiplie les ornements (notamment la cheminée monumentale de la grande salle datée de 1562) et les citations latines sur les encadrements des portes, caractéristiques de l'humanisme de la Renaissance.
À l'extinction de ces derniers, Louis de Saint-Priest vendit Chalain d'Uzore à Claude de Luzy en 1634.
En 1914, Auguste Cholat, verrier à Veauche (Loire), entreprit le rachat et la restauration du château, de son parc et de ses jardins[réf. souhaitée].

## Politique et administration
| Période                                  | Période                   | Identité                                          | Étiquette | Qualité                                                                                             |
| ---------------------------------------- | ------------------------- | ------------------------------------------------- | --------- | --------------------------------------------------------------------------------------------------- |
| Les données manquantes sont à compléter. |                           |                                                   |           | |
| mars 2001                                | 2014                      | Joël Vernet                                       |           | |
| 2014                                     | En cours (au 26 mai 2020) | Sylvie Genebrier, Réélue pour le mandat 2020-2026 | DVD       | Retraitée des services techniques de la ville de Montbrison, conseillère départementale depuis 2024 |

Chalain-d'Uzore faisait partie de la communauté d'agglomération de Loire Forez de 2003 à 2016 puis a intégré Loire Forez Agglomération.

## Démographie
L'évolution du nombre d'habitants est connue à travers les recensements de la population effectués dans la commune depuis 1793. Pour les communes de moins de 10 000 habitants, une enquête de recensement portant sur toute la population est réalisée tous les cinq ans, les populations de référence des années intermédiaires étant quant à elles estimées par interpolation ou extrapolation. Pour la commune, le premier recensement exhaustif entrant dans le cadre du nouveau dispositif a été réalisé en 2004.

En 2022, la commune comptait 668 habitants, en évolution de +23,93 % par rapport à 2016 (Loire : +1,32 %, France hors Mayotte : +2,11 %).
| 1793 | 1800 | 1806 | 1821 | 1831 | 1836 | 1841 | 1846 | 1851 |
| ---- | ---- | ---- | ---- | ---- | ---- | ---- | ---- | ---- |
| 240  | 178  | 195  | 318  | 233  | 268  | 274  | 274  | 302  |

| 1856 | 1861 | 1866 | 1872 | 1876 | 1881 | 1886 | 1891 | 1896 |
| ---- | ---- | ---- | ---- | ---- | ---- | ---- | ---- | ---- |
| 296  | 279  | 289  | 318  | 373  | 377  | 412  | 440  | 442  |

| 1901 | 1906 | 1911 | 1921 | 1926 | 1931 | 1936 | 1946 | 1954 |
| ---- | ---- | ---- | ---- | ---- | ---- | ---- | ---- | ---- |
| 444  | 458  | 426  | 397  | 354  | 327  | 312  | 252  | 271  |

| 1962 | 1968 | 1975 | 1982 | 1990 | 1999 | 2004 | 2006 | 2009 |
| ---- | ---- | ---- | ---- | ---- | ---- | ---- | ---- | ---- |
| 234  | 233  | 263  | 337  | 375  | 443  | 529  | 549  | 533  |

| 2014 | 2019 | 2022 | - | - | - | - | - | - |
| ---- | ---- | ---- | - | - | - | - | - | - |
| 538  | 592  | 668  | - | - | - | - | - | - |

## Culture locale et patrimoine

### Lieux et monuments
- Château des seigneurs de Chalain (XVIe siècle) : le premier château, cité en 1290, a été construit à l'intérieur du castrum de Chalain[13]. Il appartient tour à tour aux d'Aubigny (fief de Sury-le-Comtal[27]), puis aux Damas de Couzan dès le début du XIVe siècle[13]. Il devient propriété des Lévis-Couzan par alliance avec les Damas dès le milieu du XVe siècle. Le château médiéval est transformé dans le style Renaissance au milieu du XVIe siècle par Claude de Lévis-Couzan[28]. Le château est la propriété de la famille Cholat depuis 1914 et classé partiellement MH depuis 1980[28].
- Église romane Saint-Didier (XIe siècle) : église paroissiale et castrale, elle est citée dans le cartulaire de l'abbaye de Savigny dès le XIe siècle[28]. Le clocher apparaît sur la vignette de l'armorial de Guillaume Revel, représentant Chalain vers 1450. L'église abrite une cloche fondue en 1533 à la demande de Gabriel de Lévis-Couzan : il s'agit de l'une des plus anciennes cloches encore conservées dans le Forez[29]. L'édifice a été inscrit MH en 1964[30].
- À La Diana, société historique et archéologique du Forez à Montbrison, se trouvent des vestiges de découvertes gallo-romaines provenant de Chalain-d'Uzore (statuettes, bagues, cuillères).
- Le canal du Forez, canal d'irrigation et de drainage, passe à Chalain-d'Uzore.
- Monument aux morts en granit réalisé par le marbrier Polti de Saint-Didier-sur-Rochefort dans les années 1920[31].

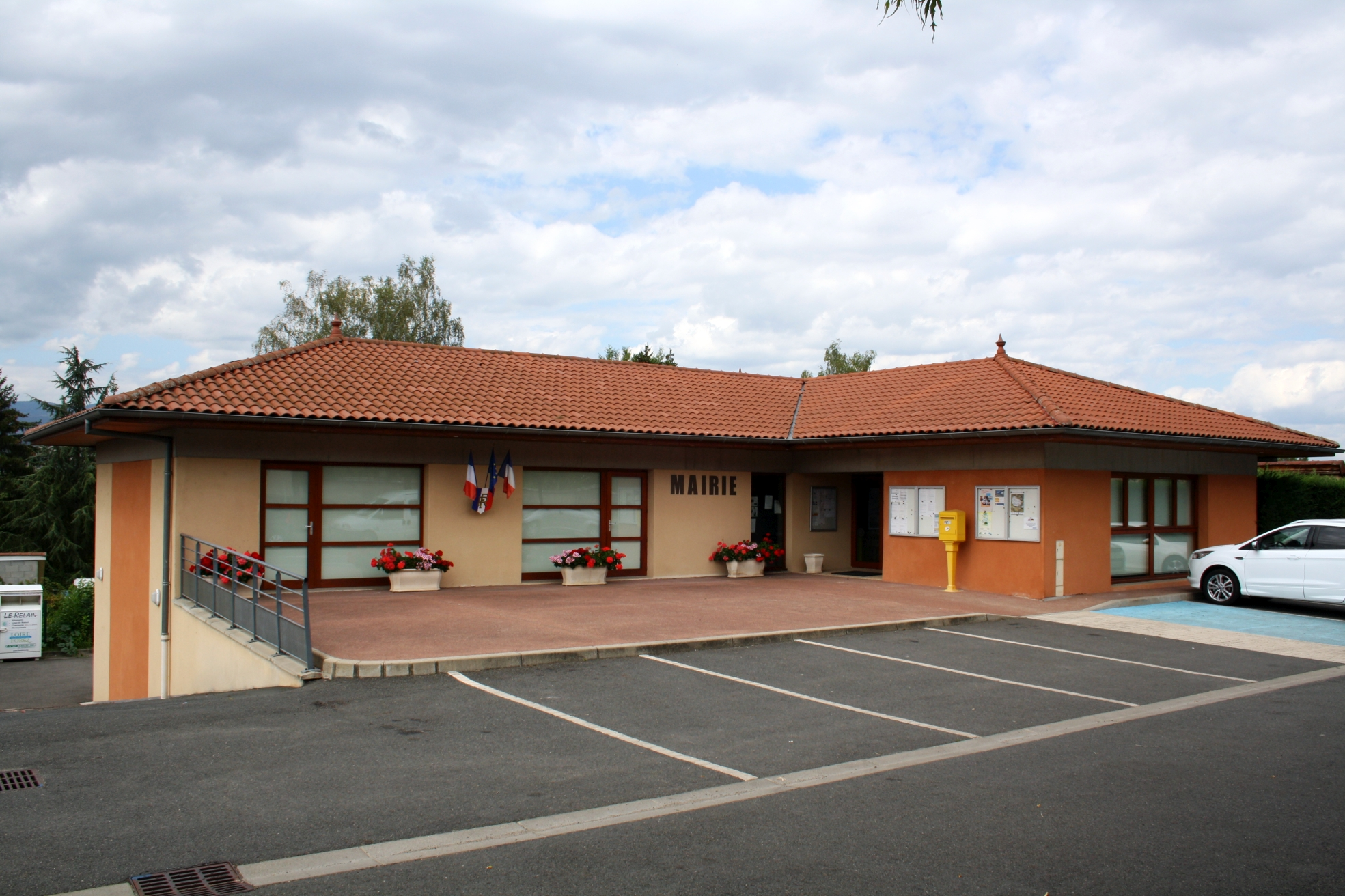
Mairie.
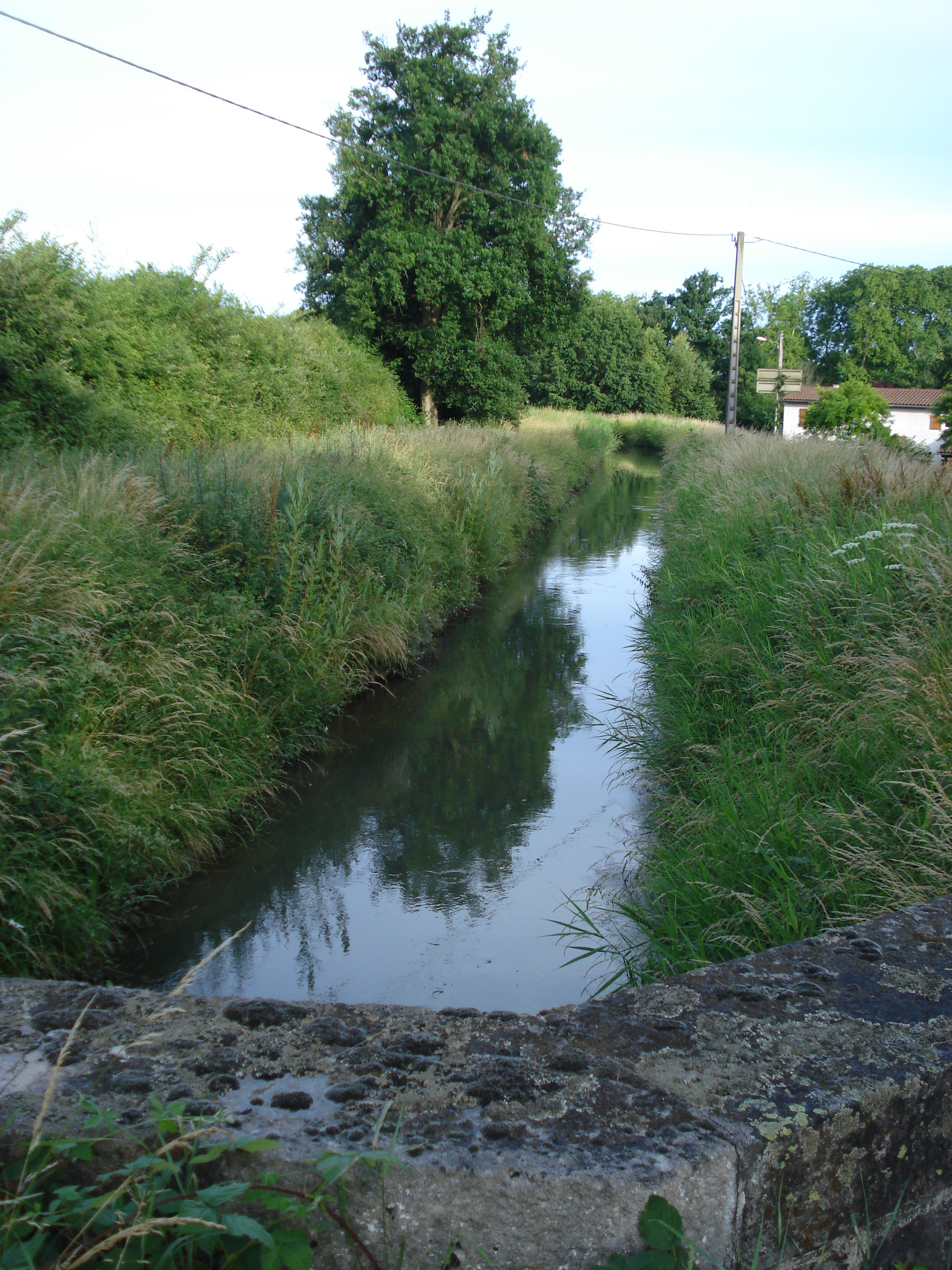
Canal du Forez.
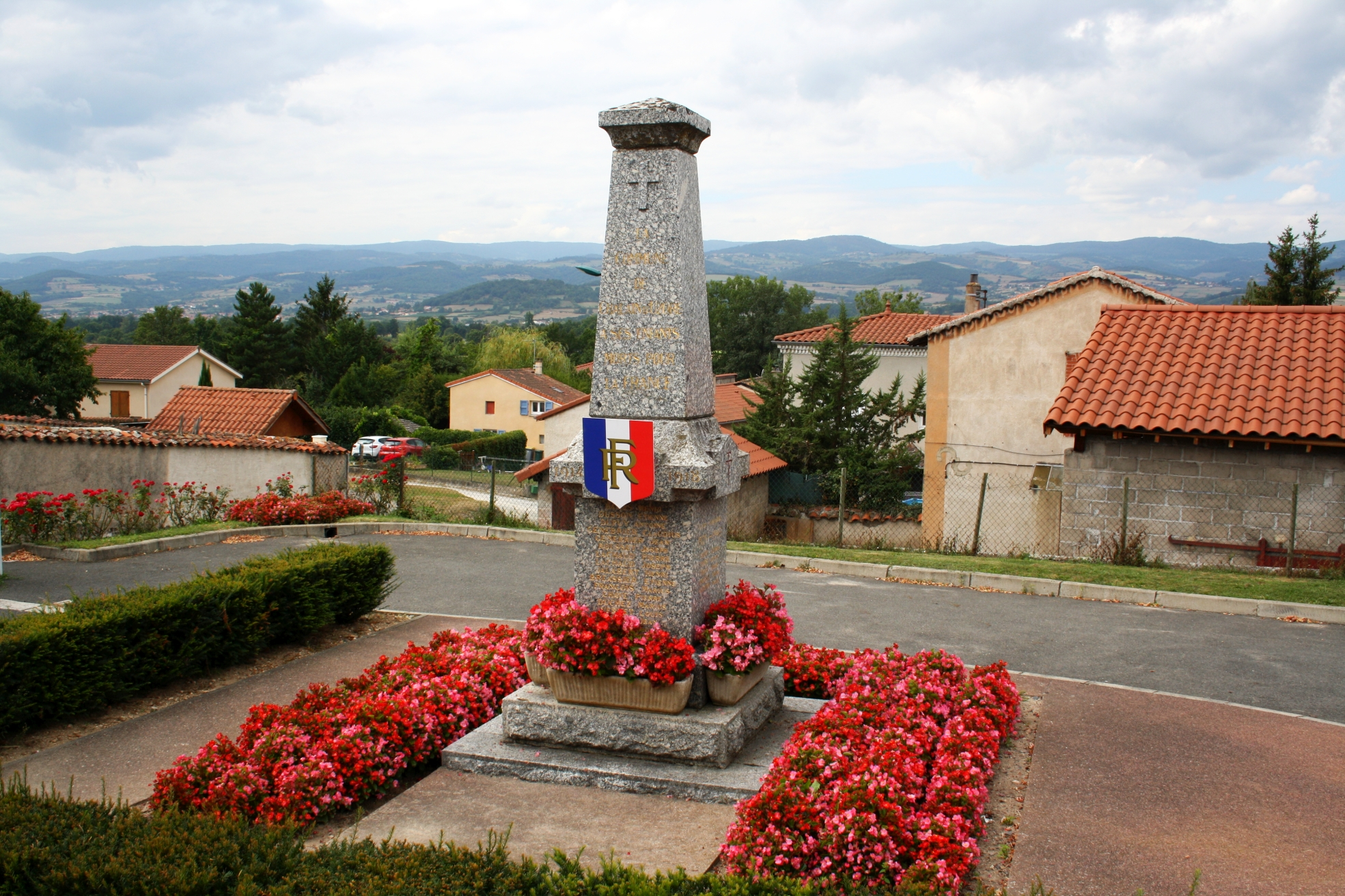
Monument aux morts.

### Héraldique
|  | Les armoiries de Chalain-d'Uzore se blasonnent ainsi : D'azur au faucon éployé d'or, allumé de gueules, empiétant dans sa serre dextre un rubis de gueules se*/ rti d'or; au comble bastillé de quatre pièces et deux demies d'or. Création Mme Myke Preynat (CPHL). Adopté en décembre 2012. |